# Liste der irischen Botschafter in Tschechien

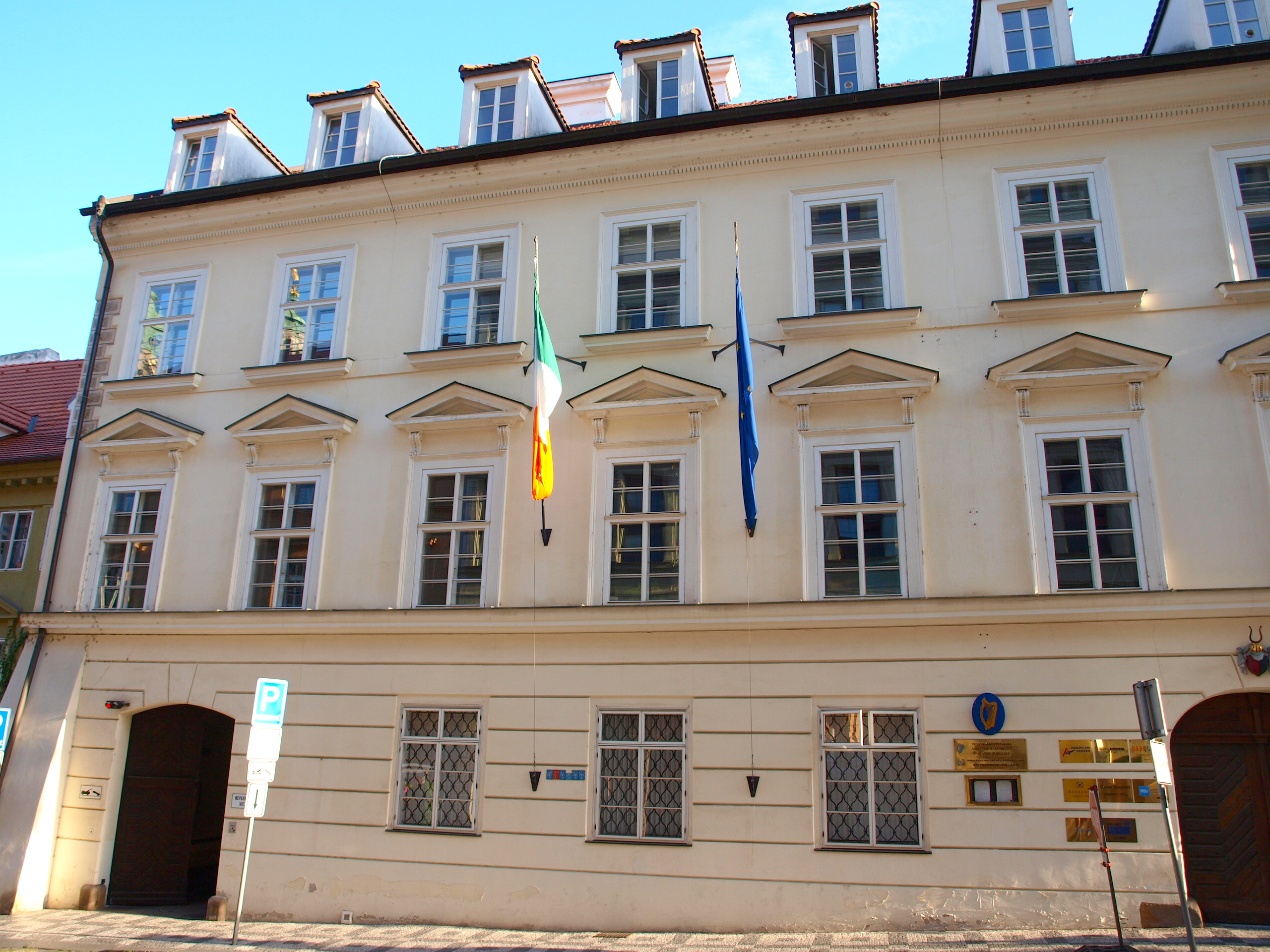
Die irische Botschaft befindet sich im Palais Wratislaw auf der Prager Kleinseite.

Diese Liste der irischen Botschafter in Tschechien enthält alle Leiter der diplomatischen Vertretung der Republik Irland in Prag. Der Botschafter in Prag ist regelmäßig auch in Kiew akkreditiert.
| Ernannt / Akkreditiert | Botschafter     | Bemerkungen     | Taoiseach    | Akkreditiert bei Präsident | Posten verlassen |
| ---------------------- | --------------- | --------------- | ------------ | -------------------------- | ---------------- |
| 1995                   | Mary Cross      |                 | John Bruton  | Václav Havel               | 1999             |
| 1999                   | Michael Collins |                 | Bertie Ahern | Václav Havel               | 2001             |
| 2001                   | Joseph Hayes    |                 | Bertie Ahern | Václav Havel               | 2005             |
| 2005                   | Donal Hamill    |                 | Bertie Ahern | Václav Klaus               | 2009             |
| 2009                   | Richard Ryan    |                 | Brian Cowen  | Václav Klaus               | 2011             |
| 2011                   | Brian McElduff  | Geschäftsträger | Enda Kenny   | Václav Klaus               | 2012             |
| 28. Feb. 2012          | Alison Kelly    | [ 1 ]           | Enda Kenny   | Václav Klaus               | 2015             |
| Aug. 2015              | Charles Sheehan | [ 2 ]           | Enda Kenny   | Miloš Zeman                | 2019             |
| Aug. 2019              | Cliona Manahan  |                 |              | Miloš Zeman                |                  |